# Planície (Revolução Francesa)
A Planície (em francês:  La Plaine), O Pântano (em francês:  Le Marais) e, desdenhosamente, Os Sapos (em francês:  Les Crapauds) foi o grupo mais moderado, e também mais numeroso, com cerca de 400 deputados da Convenção, durante o período da Revolução Francesa.

## História
Depois de sua denominação vem da posição ocupada pelo grupo dentro da sala da Convenção, em comparação com os espaços geográficos de "Planície" ou "Pântano" e em oposição à Montanha. É o jornal "O Amigo do Povo" de Jean-Paul Marat que os batiza assim.
Seus membros são chamados algumas vezes, desdenhosamente, por seus adversários os "sapos do Pântano" (em francês:  les crapauds du Marais). Pierre Joseph Duhem, um deputado da "Montanha" teria dito que "Os sapos do Pântano levantam a cabeça! Tanto melhor! Ela será mais fácil de cortar.".
A origem desta denominação continua a causar debates. Se o nome "Girondinos" para qualificar o grupo fiel a Brissot é explicado simplesmente por sua origem geográfica, a dos "Montanheses" e a dos membros da "Planície" continuam a suscitar perguntas já que várias interpretações são possíveis. A mais difundida consiste a se ater à risca nos termos empregados : os deputados montanheses localizavam-se à esquerda, nos bancos mais elevados da Assembleia, vindo daí a referência à "Montanha" e os da "Planície" nos bancos inferiores. Na realidade, esta classificação já está presente num antigo texto lido por numerosos revolucionários : a "Vida de Solon", parte das "Vidas Paralelas", onde Plutarco (retomando textos de Herodoto e Aristóteles) descreve nestes termos as divisões políticas em Atenas :
"Os habitantes da montanha defendiam com força a democracia, os da planície a oligarquia ; os habitantes da costa formavam um terceiro partido, favorável a uma forma de governo intermediário..."— Plutarco
Por outro lado, a referência bíblica e evangélica também está presente, já que a Montanha é vista como um novo Sinai (e os Direitos do Homem como um novo Decálogo), sem esquecer "os Sermões da Montanha" de Jesus Cristo.
Saídos em sua maior parte da burguesia liberal e republicana, estavam ligados às conquistas políticas de 1789 e à obra da Revolução Francesa e desejavam a união de todos os republicanos.
Este grupo era, no entanto, muito heterogêneo. Podia-se achar homens como o abade Henri Grégoire, o abade Emmanuel-Joseph Sieyès, Boissy d'Anglas, Jean-Jacques-Régis de Cambacérès : alguns membros se ligaram, a partir da primavera de 1793 aos Montanheses como Bertrand Barère de Vieuzac, Georges Couthon, Pierre Joseph Cambon, Lazare Carnot. Quando da tomada de poder pelos Montanheses (Jornada de 31 de Maio a 2 de Junho de 1793), sua posição ao centro da Convenção ficou bastante ambigua : seus deputados tentaram agir como moderadores mas admitindo o fundamento das medidas de salvação pública votadas com seu apoio e mesmo sua impulsão já a vários meses. No entanto, vários dentre eles manifestam sua hostilidade contra Maximilien de Robespierre nos eventos do 9 Termidor do ano II (27 de Julho de 1794), juntando-se aos encarregados da investigação do complô que seriam os representantes em missão, chamados a Paris (Fouché, Barras, Tallien et Fréron).